# Expo 2027
La Expo 2027 será una Exposición internacional reconocida a realizarse en Belgrado, Serbia del 15 de mayo al 15 de agosto, su tema central es "Ocio para la humanidad: deportes y música para todos" (Play for Humanity – Sport and Music for All). La candidatura serbia resultó triunfadora en la 172a asamblea del BIE en Paris, Francia.
Tras la cancelación de Buenos Aires 2023, la Expo 2027 será la primera Exposición Reconocida / Especializada en realizarse desde Astana 2017. Este formato es la versión menor de las Exposiciones Universales; se caracteriza por una duración máxima de 3 meses, una extensión del recinto que no supere las 25 hectáreas y una temática que aborde algún objetivo de desarrollo sostenible.

## Candidaturas
Cinco países presentaron su candidatura para acoger esta Expo, los cuales son: Estados Unidos (en Minnesota), Tailandia (en Phuket), Serbia (en Belgrado), España (en Málaga) y Argentina (en San Carlos de Bariloche).
La candidatura se cerró el 28 de enero de 2022. A partir de esa fecha los países candidatos tuvieron hasta junio de 2022 para presentar un dossier detallado del proyecto, con vistas a que el BIE organice misiones de investigación que analizarán la viabilidad de cada candidatura. En junio de 2023 se realizó una votación de todos los países miembros del BIE para elegir al país representante de esta expo.

### Minnesota
Estados Unidos se presentó como candidata bajo la temática Healthy People, Healthy Planet: Wellness and Well Being for All (Gente sana, planeta sano: Bienestar para todos). De ser elegida se celebraría en Bloomington entre el 15 de mayo y el 15 de agosto de 2027.
Minnesota ya presentó su candidatura para la Expo de 2023 bajo el mismo lema, habiendo sido la primera ciudad en presentar su candidatura para la Expo 2027.

### Phuket
Tailandia se presentó como candidata bajo la temática Future of Life: Living in Harmony, Sharing Prosperity (El futuro de la vida: Vivir en armonía, compartir la prosperidad). De ser elegida se celebraría en la ciudad de Phuket entre el 20 de marzo y el 17 de junio de 2028.

### Belgrado
Serbia se presentó como candidata bajo la temática Play for Humanity – Sport and Music for All (Ocio para la humanidad - Deporte y música para todos). De ser elegida se celebraría en la ciudad de Belgrado entre el 15 de mayo y el 15 de agosto de 2027.

### Málaga
España se presentó como candidata bajo la temática The Urban Era: towards the Sustainable City (La Era Urbana: hacia la ciudad sostenible). De ser elegida se celebraría en la ciudad de Málaga entre el 5 de junio y el 5 de septiembre de 2027.
La ubicación de esta expo sería en zona de Buenavista (distrito Campanillas) en Málaga capital. Estaría cerca de la ampliación de la Universidad de Málaga, del Centro de Transportes de Mercancías (CTM) y del Aeropuerto de Málaga, con capacidad para más de 35 millones de pasajeros al año.
Málaga fue la primera ciudad en interesarse oficialmente en celebrar esta expo, siendo la única ciudad que el BIE visitó oficialmente para examinar los terrenos y conocer más sobre el proyecto antes de cerrar las candidaturas.
Numerosos representantes de asociaciones y empresas de la ciudad han manifestado su apoyo al proyecto, también teniendo el apoyo de todas las instituciones locales, autonómicas y nacionales.

### San Carlos de Bariloche
Argentina se presentó como candidata bajo la temática Nature + Technology = sustainable energy. A viable future for humanity (Naturaleza + Tecnología = energía sostenible. Un futuro viable para la humanidad). De ser elegida se celebraría en la ciudad de San Carlos de Bariloche entre el 1 de febrero y el 30 de abril de 2027.

### Resultado de la votación:[1]
Primera Ronda
Minnesota – 19
Phuket – 16
Belgrado – 54
Málaga – 42
Bariloche – 8
Abstenciones – 1
Segunda Ronda
Minnesota – 21
Phuket  – 15
Belgrado – 69
Málaga – 48
Abstenciones – 1
Tercera Ronda
Minnesota – 23
Belgrado – 74
Málaga – 53
Abstenciones – 2
Cuarta Ronda
Belgrado – 81
Málaga – 70
Abstenciones – 3